# COLOR (Something ELseのアルバム)
『COLOR』（カラー）は、2005年11月30日に発売された、Something ELseの7枚目のオリジナル・アルバム。

## 概要
新星堂のプライベートレーベル・オーマガトキからの移籍第一弾アルバムだが、ラスト・アルバムとなった。
CDの帯には「2年振りとなる待望の7thアルバム」と書かれているが、前年の「夏唄」が6thアルバムにカウントされる為、誤表記である。

## 収録曲
全作詞・作曲：今井千尋（特記以外）
1. 冒険者
2. 面影ポーズ
  - ファンクラブ・ライブ会場限定で販売された「バンドワゴン」収録曲のリミックス。
3. 渡り鳥
  - TBS系列全国ネット「がっちりマンデー」エンディングテーマ。
4. RGB 〜Instrumental 1 〜
  - 作曲：伊藤大介
5. 一番星
6. まだまだ僕には
  - 今井千尋のソロ・ヴォーカル。
7. セルリアンブルー 〜Instrumental 2〜
  - 作曲：伊藤大介
8. ヒラメケ ヒラメキ
9. バンドワゴン
  - ファンクラブ・ライブ会場限定で販売されたアルバム「バンドワゴン」収録曲のリミックス。
10. くちぶえ
  - 作詞：大久保伸隆　作曲:広沢タダシ

| 前作 夏唄 | Something ELseのアルバム | 次作 なし |